# Теория подводной лодки
Теория подводной лодки — отрасль теории корабля, изучающая мореходные качества подводной лодки (ПЛ) и её особенности по сравнению с надводным кораблём (судном).
Как и общая теория корабля, включает основные разделы: плавучесть, остойчивость, ходкость и качку. Иногда, для привязки к общей физике, их обобщают в динамику и статику корабля. Кроме того, имеет разделы: непотопляемость, мореходность, управляемость, спуск на воду. Поскольку ПЛ характеризуется двумя основными положениями — надводным и подводным, эти мореходные качества, за исключением спуска на воду, также подразделяются на надводные и подводные.
Впервые основы теории подводного плавания были опубликованы в 1578 году в труде англичанина Уильяма Бэрна.

## Плавучесть

### Надводная плавучесть

Запас плавучести (зачернён)

Надводная плавучесть ПЛ, аналогично плавучести надводного корабля, характеризуется запасом плавучести. То есть, отношением водонепроницаемых объёмов выше ватерлинии (ВЛ), ко всему водонепроницаемому объёму, и выражается в процентах.
Например, если общий объём ПЛ — 3000 м³, а надводной части — 600 м³, то запас плавучести:
W = 600/3000 * 100 = 20%
То же отношение можно выразить в водоизмещениях. Для данного примера в дистиллированной воде (1 м³ = 1 т) водоизмещение будет
Dн = 3000 — 600 = 2400 т,
а водоизмещение её полного объёма Dп = 3000 т. Тогда
W = (Dп — Dн) / Dп * 100

### Подводная плавучесть
Подводная плавучесть принципиально отличается от надводной. Чтобы полностью погрузить лодку в воду, нужно довести её вес до веса воды, вытесняемой её полным объёмом. Иначе говоря, погасить запас плавучести до 0 % приёмом дополнительного груза (балласта), на практике — забортной воды. С точки зрения физики можно также считать, что лодка уменьшает свой объём, впуская окружающее море внутрь корпуса. В теории ПЛ принят первый подход — балластная вода считается собственностью лодки, то есть грузом. И говорят, что надводное водоизмещение меньше подводного. В нашем примере — 2400/3000 т. Как видим, запас плавучести можно выразить отношением надводного и подводного водоизмещений.
Однако, если принять больше груза, чем весит полностью погруженная ПЛ (создать отрицательную плавучесть), она будет не плавать в подводном положении, а тонуть — продолжать погружаться, пока не достигнет грунта или не разрушится. Поэтому жизненно важно, чтобы теоретическая подводная плавучесть была именно нейтральна — 0 %. Для надводного корабля это пограничное состояние приравнивается к потере плавучести, для ПЛ оно — повседневная норма.
На плавучесть, очевидно, влияют вес погруженного тела и плотность воды. Поскольку на практике ни то, ни другое не остается постоянным (лодка имеет остаточную плавучесть), поддержание нейтральной плавучести ПЛ под водой требует коррекций. Они производятся откачкой / приемом балласта, что называется вывеской ПЛ, или стабилизацией глубины.
На практике прием балласта требует затрат времени и энергии. Поэтому золотое правило надводного корабля: «чем больше запас, тем лучше» противоречит техническим требованиям. Конструктивный запас плавучести стараются ограничивать. Обычно он составляет у ПЛ 8−30 % (в зависимости от проекта), по сравнению с 50−60 % и более у надводных кораблей. Меньший запас противоречит требованиям непотопляемости, больший — скорости погружения / всплытия и ограничению по конструктивным размерам.

## Остойчивость

### Надводнаяостойчивость
Принципы надводной остойчивости ПЛ также аналогичны остойчивости надводного корабля. Точно так же различают статическую и динамическую остойчивость.
Особенностью поперечной остойчивости ПЛ является то, что её корпус, по соображениям прочности, имеет круглое сечение. Поэтому, с увеличением крена, изменения площади действующей ватерлинии незначительны (то есть остойчивость формы не растет). Восстанавливающий момент с нарастанием крена меняется мало. Невелика и начальная метацентрическая высота h.
Как на поперечную, так и на продольную надводную остойчивость ПЛ влияет наличие большого количества жидких грузов, как правило, имеющих свободные поверхности, — во вспомогательных балластных и специальных цистернах. Все они уменьшают запас динамической остойчивости. В отличие от надводного корабля, где стараются свободные поверхности допускать как можно меньше, ПЛ по самому своему устройству вынуждена их иметь.
По этой причине запас динамической надводной остойчивости у ПЛ меньше, чем у надводного корабля. То есть ПЛ, как правило, получаются более валкими на поверхности.

### Подводнаяостойчивость
Подводная остойчивость ПЛ принципиально отличается от надводной. Под водой погруженный объём в целом постоянен. ЦВ не смещается. Поэтому восстанавливающий момент по типу надводного возникнуть не может. В подводном положении требуется устойчивое равновесие. То есть ЦТ должен находиться ниже ЦВ. Тогда любой крен или дифферент создаёт пару сил, спрямляющих лодку. Остойчивость формы при этом отсутствует, имеется только остойчивость веса. Однако любое смещение ЦТ влияет на положение лодки в воде — посадку.
Особенно лодка под водой чувствительна к продольным усилиям, вызывающим дифферент. Возникающие при этом опрокидывающие моменты (mкр), при отсутствии остойчивости формы, часто превышают спрямляющие, и опасны для лодки. Архимедовых сил для их компенсации недостаточно, и требуется искусственное вмешательство. Его осуществляют продольным смещением груза, называемым дифферентовкой.

### Остойчивостьпри погружении (всплытии)
Остойчивость при погружении (всплытии) представляет особый случай, при котором основные параметры, определяющие остойчивость, переменны. Происходит переход от неустойчивого равновесия (надводное положение) к устойчивому (подводное). Он сопровождается временным уменьшением остойчивости. Высота ЦВ (Zc) над основной плоскостью с глубиной растёт, высота ЦТ (Zg) сначала уменьшается, затем растёт, высота метацентра (Zm, не путать с метацентрической высотой) растёт, затем уменьшается, и снова растёт.
Их совместное влияние описывается диаграммой плавучести и начальной остойчивости подводной лодки. Две особые точки диаграммы: I — совпадение ЦВ и ЦТ. Восстанавливающий момент определяется только моментом остойчивости формы. II — уход под воду прочного корпуса. Метацентр сливается с ЦВ, метацентрическая высота минимальна.
При погружении и всплытии имеются большие чем когда-либо (кроме случаев повреждения) свободные поверхности — в цистернах главного балласта. Поэтому запас динамической остойчивости ПЛ минимален.

## Ходкость
Надводная и подводная ходкость ПЛ резко различаются. Для ПЛ, как для надводного корабля, справедливы зависимости сопротивления от скорости хода. Сопротивление пропорционально квадрату скорости:
X = f * V²
где V — скорость, f — коэффициент пропорциональности.
Потребная мощность пропорциональна кубу частоты вращения винта (винтовая характеристика):
Ne = m * w³
где m — коэффициент, w — частота вращения.
Надводная ходкость характеризуется наличием волнового сопротивления (Xв), сопротивления формы (Xф, см. коэффициент сопротивления формы) и сопротивления трения (Xт). На полном ходу в надводном положении волновое сопротивление достигает 50 — 60 % общего. Подводная ходкость отличается тем, что волновое сопротивление отсутствует Xв = 0 (начиная с глубины, равной половине длины лодки).
Таким образом, создать корпус, удовлетворяющий обоим режимам, невозможно. Более того, невозможен и удовлетворительный компромисс. Поэтому форму корпуса оптимизируют на более характерный режим.

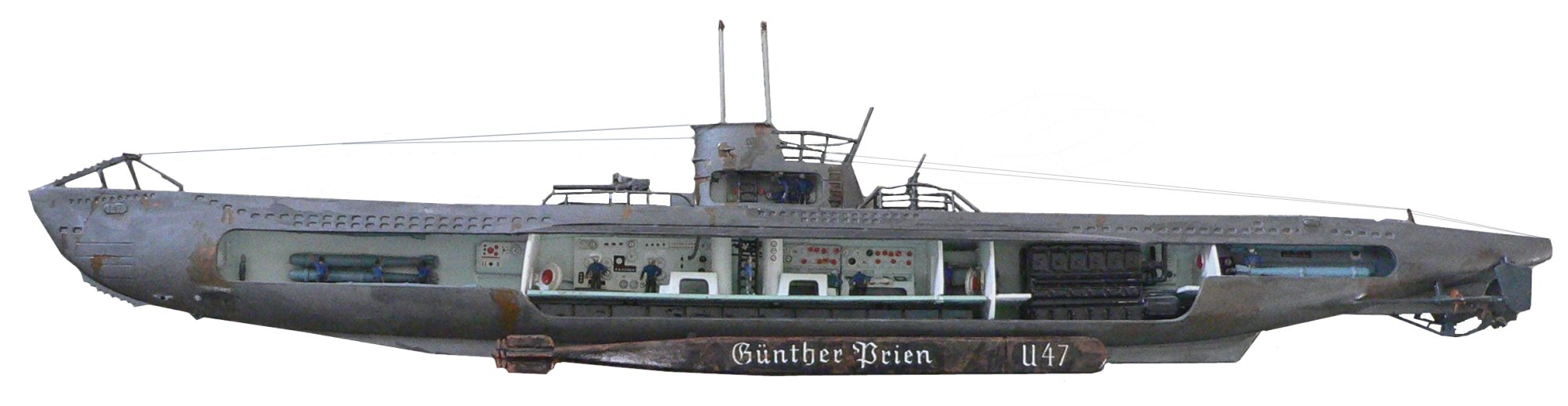
Немецкая ПЛ U-47 типа VII, 1939 (модель)

Исторически наблюдаются два периода. Первый, когда подводный и надводный двигатели были полностью раздельны. ПЛ были в основном дизель-электрическими и проводили большую часть времени в надводном положении. ПЛ этого времени имели надстройку и лёгкий корпус с обводами, сближающими лодку с надводным кораблём. Надводная скорость этих ПЛ была, в типичном случае, больше подводной.

Хорошо видны внешние признаки ПЛ 1980-х гг

С появлением шноркеля (РДП) граница между подводным и надводным двигателем смазывается, а с появлением атомной энергетики лодки получают единый двигатель. Надводное положение становится не характерным. Поэтому форма корпуса полностью оптимизирована для подводного хода. С 1960-х гг она близка к идеальной гидродинамической — каплевидная, с относительным удлинением L/B = 6 ÷ 7. Минимизируется сопротивление формы. Основную долю (85 − 90 %) составляет сопротивление трения. Такие лодки способны развивать под водой большую скорость, чем на поверхности.

## Качка

### Надводная качка
Для ПЛ характерна в основном надводная качка. В надводном положении к ПЛ применимы все соображения, действующие при качке надводного корабля. Хотя лодка, как и надводный корабль, имеет все 6 степеней свободы, наибольшее влияние на неё оказывают бортовая и килевая качка.
Отличием бортовой качки ПЛ является большая амплитуда. По опыту эксплуатации, она может доходить до Θ = 60°, при волнении 5 - 6 баллов.

### Подводная качка
Подводная качка ПЛ сколько-нибудь заметна только в приповерхностном слое. Она оказывает влияние на эксплуатацию ПЛ использующих выдвижные устройства, прежде всего РДП, и на условия пуска ракет из подводного положения. Таким образом, речь идет о глубинах погружения от 10 м (перископная глубина) до 45 м (стартовая глубина).
Заливаемость головки РДП заметно влияет на вентиляцию ПЛ и накладывает требования на оборудование, зависящее от притока воздуха. Но для теории ПЛ качка на перископной глубине сходна с надводной.
Начиная с 1960-х годов проводились исследования приповерхностной качки ПЛ. Результаты сводятся к следующему:
- качка у поверхности заметно влияет на ориентацию ракет при выходе из воды
- качка на стартовой глубине влияет на ориентацию ракет при выходе из шахт / торпедных аппаратов, но незначительно
- начиная с глубины 100 м, влияние качки отсутствует